# Paul Jorns

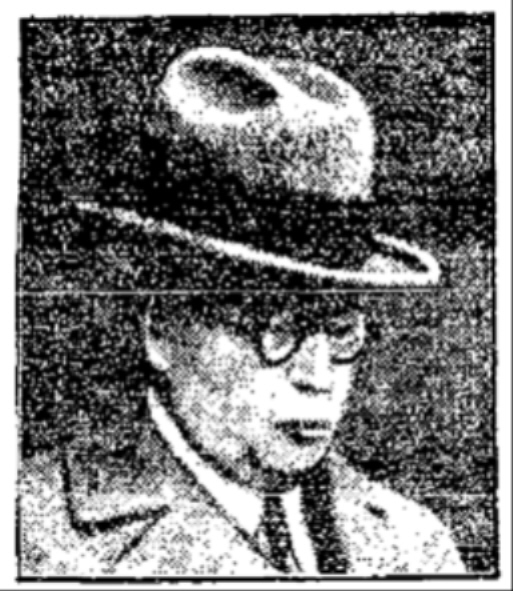
Paul Jorns

Paul Jorns (* 14. Dezember 1871 in Heinade; † 5. Februar 1942 in Berlin) war ein deutscher Jurist und Oberreichsanwalt. Als Untersuchungsrichter vertuschte er den Mord an Rosa Luxemburg und Karl Liebknecht. Später war er Staatsanwalt beim Reichsgericht und beim Volksgerichtshof.

## Leben

### Kaiserreich
1896 wurde er Rechtspraktikant, 1899 folgte seine Ernennung zum Gerichtsreferendar. 1900 wurde er Kriegsgerichtsrat bei der 28. Division in Karlsruhe. In seiner Eigenschaft als preußischer Kriegsgerichtsrat im Heeresjustizdienst kam er 1902 zur Ostasiatischen Besatzungs-Brigade nach China. 1905 wurde er nach Stettin und 1906 nach Deutsch-Südwestafrika versetzt. Dort bereitete Jorns die Auslieferung Abraham Rolfs, einem Unterführer Jakob Morengas, seitens der Kapkolonie vor. Im Dezember 1909 wurde Jorns aus der Kolonie abberufen und nach Straßburg beordert.

### Weimarer Republik

#### Fall Luxemburg/Liebknecht
Ende 1918 war Jorns Kriegsgerichtsrat in der Garde-Kavallerie-Schützen-Division. Ab dem 17. Januar 1919 befasste er sich mit den Mordfällen Luxemburg und Liebknecht, nachdem General Hofmann als der militärische Gerichtsherr der Division, einen anderen Kriegsgerichtsrat entfernt hatte, dem Hugo Haase das Bestreben nach Objektivität bescheinigte. Jorns ließ erst einmal Kurt Vogel und Horst von Pflugk-Harttung wieder frei. Hofmann und Jorns sahen sich aber gezwungen, je zwei Mitglieder des Zentralrats und des Berliner Vollzugsrats hinzuzuziehen. Jorns selbst lehnte Anträge der zivilen Mitglieder der Untersuchungskommission ab. Nachdem die Titelseite der Roten Fahne am 12. Februar die Schlagzeile: „Der Mord an Liebknecht und Luxemburg. Die Tat und die Täter“ von Leo Jogiches brachte, traten Oskar Rusch, Paul Wegmann und Hugo Struve tags drauf von der Teilnahme an der Untersuchung zurück. Nicht zurückgetreten war Hermann Wäger, der am 21. Januar für Hermann Müller eingesprungen war. Die zivilen Mitglieder der Untersuchungskommission stellten fest, dass der Kriegsgerichtsrat Jorns nichts tat, um eine Verschleierung des Tatbestandes zu verhindern. Eduard Bernstein war jedoch 1921 von Jorns' Untadligkeit überzeugt:

„Es kann dahingestellt bleiben, ob der Kriegsgerichtsrat Jörns bei Leitung der Untersuchung absichtlich auf Vertuschung bestimmter Einzelheiten hingearbeitet hat, sein energisches Verhalten als Anklagevertreter bei der Gerichtsverhandlung leiht dieser Annahme wenig Spielraum… die große Mord-Verschwörung, von der Spartakisten und Spartakistengönner damals fabelten, hätte auch er schwerlich feststellen können, sie gehört eben in das Reich der Fabel. … Jörns beantragte denn auch gegen die vier Offiziere, die geschossen hatten, die Todesstrafe wegen vollendeten Mordes.“

Dieser Antrag war Bestandteil der Hauptverhandlung vom 8. bis 14. Mai, die der Historiker Wolfram Wette als mit den Worten „Justizposse, [...] einer der großen Justizskandale unseres Jahrhunderts“ kommentierte. Auch das Bauernopfer des Verfahrens, Otto Wilhelm Runge, erklärte 1921 zum Verfahren:

„Die Untersuchung ist eine Komödie gewesen. Ich sprach mit Kriegsgerichtsrat Jörns wiederholt privat und er sagte mir: ‚Nehmen Sie alles ruhig auf sich, vier Monate werden es nur, und Sie können sich dann immer wieder an uns wenden, wenn Sie in Not sind.‘“

Runge war der einzige Angeklagte, der seine Strafe verbüßte, denn der ebenfalls verurteilte Kurt Vogel konnte mit Hilfe Wilhelm Canaris’ fünf Tage nach dem Urteilsspruch aus dem Gefängnis fliehen.

#### Weitere Karriere
Danach ging Jorns' Karriere steil aufwärts. 1920 wurde er Hilfsarbeiter am Reichsgericht. Seine weiteren Beförderungen zum Oberstaatsanwalt 1923 und zum Reichsanwalt 1925 wurden jeweils von Ludwig Ebermayer befürwortet, der ihm „für die Bearbeitung politischer Sachen hervorragendes Verständnis und feinstes Taktgefühl“ zuschrieb.
1928 vertrat Jorns die Anklage im Ponton-Prozess gegen Berthold Jacob und Fritz Küster: In drei Artikeln in der Zeitung „Das Andere Deutschland“ wurde das System der so genannten Zeitfreiwilligen aufgedeckt. Diese kurzfristig zu militärischen Übungen herangezogenen Soldaten wurden in der Statistik verheimlicht, da sie gegen den Versailler Vertrag verstießen. Im März 1928 verurteilte das Reichsgericht die Angeklagten wegen Landesverrats zu je neun Monaten Festungshaft. Kurt Tucholsky kommentierte:

„Das kleine Intermezzo in einer sonst anständig und untadlig geführten Verhandlung verdient hervorgehoben zu werden, weil es für den Geist des Reichsgerichts typisch ist.....Der ehemalige Kriegsgerichtsrat weiß von dem Bruder nichts, außer ein wenig Klatsch. Zunächst gibt es nichts zu wissen: der Mann lebt hier in Paris, bearbeitet den alten historischen Fall Naundorff; er lebt im übrigen als Privatmann, dessen Gesinnung überhaupt nicht zur Diskussion steht, Herr Jörns interessiert sich für ihn. Ihm genügt die Tatsache, dass ein Deutscher beim welschen Erbfeind lebt, um ihn zu verdächtigen. Seine Fragen, die nicht zur Sache gehörten, waren Verdächtigungen und sind selbstverständlich als solche aufzufassen. Wüßte der Reichsanwalt Näheres und Belastendes über die Tätigkeit dieses Bruders, so müßte er ja von Amts wegen dagegen einschreiten, und man kann sicher sein, dass er es getan hätte. Er weiß aber nichts. Diese Ignoranz genügt, um einen Deutschen, der weder als Angeklagter noch als Zeuge mit der Sache zu tun hat, zu beschimpfen. Der Angeklagte allein ist dem Kriegsgerichtsrat zu wenig Beute: alles, was zu seiner Familie gehört, ist verdächtig. … Daß eine Beleidigung durch den Reichsanwalt vorliegt, steht außer Zweifel: in seinen Kreisen werden solche ›Beziehungen‹ zum französischen Generalstab als Spionage, als Landesverrat, also als Verbrechen angesehen. Der Vorsitzende hat Berthold Jacob damit zu beruhigen versucht, dass er bemerkte: ‚Der Herr Reichsanwalt hat nur gefragt …‘“

Zur selben Zeit fand sich in der Zeitschrift „Das Tage-Buch“ am 24. März 1928 ein Artikel „Kollege Jorns“, verfasst vom Verurteilten Berthold Jacob-Salomon Jacob unter dem Pseudonym „Staatsanwalt N.“. Der Artikel dokumentierte, wie Jorns die Strafverfolgung gegen Luxemburg und Liebknechts Mörder vereitelt hatte – „ein Signal, daß gute Zeiten für Mörder gekommen seien“ – und schlussfolgerte daraus, dass Jorns als Reichsanwalt eine Fehlbesetzung sei. Oberreichsanwalt Karl August Werner (1876–1936) und der Kollege Jorns stellten Strafantrag wegen Beleidigung und übler Nachrede gegen den verantwortlichen Chefredakteur Joseph Bornstein. Der Reichsjustizminister Erich Koch-Weser befürwortete im Kabinett den Antrag. Am 17. April 1929 begann vor dem Schöffengericht in Berlin-Mitte die Hauptverhandlung. Paul Levi übernahm die Verteidigung. Entgegen den Erwartungen Jorns ließ der Vorsitzende die Beweisanträge über eine nochmalige detaillierte Untersuchung der Vorgänge 1919 zu. Damit nahm der Prozess eine von Jorns nicht erwartete Wende. Denn Levi konnte aus den eingesehenen Akten Jorns' Vertuschungsaktionen und die Begünstigung der Mörder bei der gerichtlichen Verfolgung der Morde an Rosa Luxemburg und Karl Liebknecht im Jahr 1919 nachweisen. Das Plädoyer Levis wurde von Carl von Ossietzky gerühmt:

„Die schreckliche Tat, die damals begangen worden ist, ist keinem gut bekommen. […] Nur einer stieg hoch, der Kriegsgerichtsrat Jorns, und ich glaube, er hat in den zehn Jahren vergessen, woher seine Robe die rote Farbe trägt. […] Die toten Buchstaben, benutzt zu dem Zwecke, Schuldige zu schützen, und die vermoderten Knochen der Opfer: sie stehen hier auf und klagen an den Ankläger von damals.“

Prozess und Urteil schlug große Wellen. In erster Instanz sprach das Schöffengericht den beklagten Redakteur Bornstein frei, weil er den erforderlichen Wahrheitsbeweis erbracht habe und die Schlussfolgerung des Artikels richtig sei, dass Paul Jorns „zu einer Tätigkeit im Verbande der Reichsanwaltschaft nicht geeignet“ sei. Insbesondere habe Jorns den Mördern Vorschub geleistet. Die Berufungsverhandlung fand am 27. Januar 1930 vor der 3. Großen Strafkammer des Landgerichts I in Berlin statt. Während des Prozesses stürzte der Verteidiger, Paul Levi, aus ungeklärten Umständen aus dem Fenster. Der Nebenkläger Jorns und Hauptkläger Oberreichsanwalt Werner zerstritten sich, weil letzterer einen Freispruch beantragte und ihn Jorns daraufhin beleidigte. Das Gericht entschied hier auf Geldstrafe in Höhe von 100 Mark, da das Absprechen juristischer Qualifikation bei Jorns nicht zuträfe. Jorns appellierte nun an das Reichsgericht in Leipzig, seinen Arbeitsplatz. In seinem Urteil vom 7. Juli 1930 wich das Reichsgericht von seiner bisherigen Rechtsprechung ab und erklärte, dass hier der Nachweis des Bewusstseins des Vorschubleistens nicht ausreicht, sondern die Absicht bewiesen werden müsse. Das Landgericht Berlin, an das zurückverwiesen wurde, verurteilte am 30. Januar 1931 Bornstein zu 500 Mark Geldstrafe. Im Reichstag wurde über den Prozess debattiert. Otto Landsberg, ehemaliger Volksbeauftragter und Reichsjustizminister, empörte sich, dass Jorns ihn gefragt habe,

„ob meine politischen Freunde und ich nicht hocherfreut gewesen seien über die Nachricht von der Ermordung von Rosa Luxemburg und Karl Liebknecht.“

Mit Zustimmung des Reichsjustizministers Curt Joël wurde Jorns am 27. November 1931 zum Untersuchungsführer im Fall der Boxheimer Dokumente ernannt, die am 25. November der Polizei übergebenen worden waren. Jorns wurde aber schon zwei Tage später zurückgezogen. Danach wurde er in einem Revisionssenat beschäftigt.

### Nationalsozialismus
Zum 1. Mai 1933 trat er in die NSDAP ein (Mitgliedsnummer 2.382.536). 1934 wurde er in der Filiale des Reichsgerichts in Berlin zuständig für die Anklage beim Volksgerichtshof und wurde dort leitender Staatsanwalt. Den Gipfel seiner Karriere erreichte er 1936 mit seiner Ernennung zum Oberreichsanwalt. 1937 trat er mit Erreichen der Altersgrenze in den Ruhestand. Zu Beginn des Zweiten Weltkrieges wurde Jorns reaktiviert und erneut bei der Reichsanwaltschaft am Volksgerichtshof tätig. 1941 trat er endgültig in den Ruhestand.

## Film
Die Morde wurden mehrmals verfilmt. Dargestellt wurde der Kriegsgerichtsrat Jorns von:
- Walter Jupé, in: Der Mord, der nie verjährt (DDR 1967)
- Hans Korte, in: Die rote Rosa (BRD 1966)
- Gert Westphal, in: Der Fall Liebknecht-Luxemburg (BRD 1969)

## Werke (Auswahl)
- Landesverrat, in: Deutsche Richterzeitung 1928, S. 105ff.